# Månen (opera)
Månen (tyska: Der Mond) är en opera  (Eines kleines Welttheater) i fem scener med musik av Carl Orff och libretto av tonsättaren efter Bröderna Grimms saga.

## Historia
Orffs inspiration till operan gick tillbaka till hans ungdom då han ville göra ett marionettspel över bröderna Grimms saga, men då han på en enda gång blev berömd efter den storartade framgången med Carmina burana vände sig Clemens Krauss, som då var chef för Bayerische Staatsoper i München, till Orff och försäkrade sig om Månen, som han absolut ville uppföra. Därför skrev Orff den färdig som opera. Det skapade vissa produktionstekniska problem som har hindrat verket från att sprida till andra länder. Operan uruppfördes i München den 5 februari 1939. Den svenska premiären ägde rum på Göta Lejon den 28 februari 1980.

## Personer
- Berättaren (Tenor)
- Fyra bedragare som vill stjäla månen (Tenor, två barytoner respektive bas)
- En bonde (Baryton)
- En gammal man vid namn Petrus som håller ordning i Himlen (Bas)
- En värdshusvärd (Talroll)

## Handling
Handlingen följer sagan. Verket präglas av grov, burlesk humor och i musiken använder Orff samma stilmedel som i Carmina Burana. Scenen är delad mellan jorden och underjorden och mitt emellan sitter Berättaren och talar om en plats där månen inte lyser. Fyra bedragare stjäl vad de tror vara månen. Deras girighet vid graven håller på att förmörka världen. Men Sankte Per ingriper och hänger upp månen där den ska vara. Sensmoralen blir att den naturliga ordningen inte får rubbas. 

## Diskografi (urval)
- Der Mond. Albrecht Peter, Hans Hotter, Helmut Graml, Karl Schmitt-Walter, Peter Lagger, Rudolf Christ, Paul Kuen.  Philharmonia Opera Company. Philharmonia Orchestra. Wolfgang Sawallisch, dirigent. Angel 3567 B/L (35541-42). 2 LP. 1958.